# 隋仁寿宫唐九成宫遗址
隋仁寿宫唐九成宫遗址是中国隋唐时期兴建的“离宫”之一。隋文帝开皇十三年（593年）下令在岐州以北建仁寿宫，并任命杨素为总监，宇文恺为检校将作大匠，封德彝为土木监。由于工程繁复，致使民怨沸腾。开皇十五年（595年）三月，仁寿宫竣工后不久，隋文帝就来此避暑，隋文帝曾因其规模宏大，壮丽辉煌而发怒，后由于独孤皇后喜欢此宫而转变。隋文帝先后六次来仁寿宫，并且病逝于仁寿宫大宝殿。隋朝灭亡后，该宫随之废弃。
唐代初年，唐高祖与唐太宗忙于战争，无暇避暑。贞观五年（631年），唐太宗才在群臣建议下复建仁寿宫，并改名九成宫。唐太宗曾五次来此避暑。唐高宗即位后，曾于永徽二年（651年）将九成宫改为万年宫，乾封二年（667年）又复称九成宫。唐高宗曾八次来九成宫，并于咸亨二年（671年）在此建太子新宫。唐高宗后，武则天改居东都洛阳，后来唐玄宗又在骊山扩建温泉宫（华清宫），使九成宫逐渐荒芜，最终于唐文宗开成元年（836年）毁于洪水。

## 考古
20世纪80年代末至90年代初，经过五次发掘，确认了九成宫位于陕西省西安市西北163公里的麟游县新城区杜水北岸，北依锦城山，南对石臼山，东障童山，西临凤凰山。东西长约1010米，南北宽约300米。地势西高东低，天台山被围在宫城之内。考古发掘收获甚丰，其中37号殿址的考古发掘替补了中国建筑史上隋代宫殿建筑的空白。